# Kenyeri, Vas
Kenyeri  este un sat în districtul Celldömölk, județul Vas, Ungaria, având o populație de 941 de locuitori (2011). 

## Demografie
Componența etnică a satului Kenyeri
     Maghiari (98,96%)
     Alții (1,04%)
Componența confesională a satului Kenyeri
     Romano-catolici (71,2%)
     Luterani (6,38%)
     Necunoscută (21,89%)
     Reformați (0,53%)
Conform recensământului din 2011, satul Kenyeri avea 941 de locuitori. Din punct de vedere etnic, majoritatea locuitorilor (98,96%) erau maghiari.  Din punct de vedere confesional, majoritatea locuitorilor (71,2%) erau romano-catolici, cu o minoritate de luterani (6,38%). Pentru 21,89% din locuitori nu este cunoscută apartenența confesională.